# Nascar Grand National Series 1954
Nascar Grand National Series 1954 var den 6:e upplagan av den främsta divisionen av professionell stockcarracing i USA sanktionerad av National Association for Stock Car Auto Racing. Säsongen bestod av 37 race och inleddes 7 februari på Palm Beach Speedway i Florida och avslutades på 24 oktober på North Wilkesboro Speedway i North Wilkesboro i North Carolina.
Lee Petty vann serien i en Chrysler. Dom två framgångsrikaste bilmärkena var Hudson med 17 segrar och Oldsmobile med 11 segrar. 
Al Keller vann road course-loppet på Linden Airport i New Jersey i en Jaguar XK120 ägd av orkesterledaren Paul Whiteman. Det var första gången ett icke amerikanskt bilmärke stått som segrare i ett Nascar-lopp. Det skulle dröja ända fram till 2008 då Toyota, som året innan hade gett sig in i Nascar, vann ett cup-race på Atlanta Motor Speedway med Kyle Busch som förare.

## Resultat
| Nr      | Datum        | Tävling           | Bana                                                         | Pole            | Vinnare         | Konstruktör | Start | Rapport |
| ------- | ------------ | ----------------- | ------------------------------------------------------------ | --------------- | --------------- | ----------- | ----- | ------- |
| 1       | 7 februari   | Race 1            | Palm Beach Speedway, West Palm Beach, Florida                | Dick Rathman    | Herb Thomas     | Hudson      | 4     |         |
| 2       | 21 februari  | Race 2            | Daytona Beach Road Course, Daytona Beach, Florida            | Lee Petty       | Lee Petty       | Chrysler    | 1     |         |
| 3       | 7 mars       | Race 3            | Speedway Park, Jacksonville, Florida                         | Curtis Turner   | Herb Thomas     | Hudson      | 2     |         |
| 4       | 21 mars      | Race 4            | Lakewood Speedway, Atlanta, Georgia                          | Dick Rathman    | Herb Thomas     | Hudson      | 8     |         |
| 5       | 28 mars      | Race 5            | Oglethorpe Speedway, Savannah, Georgia                       | Herb Thomas     | Al Keller       | Hudson      | 3     |         |
| 6       | 28 mars      | Race 6            | Oakland Stadium, Oakland, Kalifornien                        | Hershel McGriff | Dick Rathman    | Hudson      | 26    |         |
| 7       | 4 april      | Wilkes County 160 | North Wilkesboro Speedway, North Wilkesboro, North Carolina  | Gober Sosebee   | Dick Rathman    | Hudson      | 2     | Rapport |
| 8       | 18 april     | Race 8            | Occoneechee Speedway, Hillsborough, North Carolina           | Buck Baker      | Herb Thomas     | Hudson      | 4     |         |
| 9       | 25 april     | Race 9            | Central City Speedway, Macon, Georgia                        | Dick Rathman    | Gober Sosebee   | Oldsmobile  | 7     |         |
| 10      | 2 maj        | Race 10           | Langhorne Speedway, Langhorne, Pennsylvania                  | Lee Petty       | Herb Thomas     | Hudson      | 3     |         |
| 11      | 9 maj        | Race 11           | Wilson Speedway, Wilson, North Carolina                      | Jim Paschal     | Buck Baker      | Oldsmobile  | 5     |         |
| 12      | 16 maj       | Race 12           | Martinsville Speedway, Ridgeway, Virginia                    | Ralph Liguori   | Jim Paschal     | Oldsmobile  | i.u.  |         |
| 13      | 23 maj       | Race 13           | Sharon Speedway, Hartford, Ohio                              | Dick Rathman    | Lee Petty       | Chrysler    | i.u.  |         |
| 14      | 29 maj       | Raleigh 250       | Raleigh Speedway, Raleigh, North Carolina                    | Herb Thomas     | Herb Thomas     | Hudson      | 1     | Rapport |
| 15      | 30 maj       | Race 15           | Charlotte Speedway, Charlotte, North Carolina                | Al Keller       | Buck Baker      | Oldsmobile  | 2     |         |
| 16      | 30 maj       | Race 16           | Carrell Speedway, Gardena, Kalifornien                       | Danny Letner    | John Soares     | Dodge       | 17    |         |
| 17      | 6 juni       | Race 17           | Columbia Speedway, Columbia, South Carolina                  | Buck Baker      | Curtis turner   | Oldsmobile  | i.u.  |         |
| 18      | 13 juni      | International 100 | Linden Airport, Linden, New Jersey                           | Buck Baker      | Al Keller       | Jaguar      | 7     | Rapport |
| 19      | 19 juni      | Race 19           | Hickory Motor Speedway, Hickory, North Carolina              | Herb Thomas     | Herb Thomas     | Hudson      | 1     |         |
| 20      | 25 juni      | Race 20           | Monroe County Fairgrounds, Rochester, New York               | Herb Thomas     | Lee Petty       | Chrysler    | i.u.  |         |
| 21      | 27 juni      | Race 21           | Williams Grove Speedway, Mechanicsburg, Pennsylvania         | Dick Rathman    | Herb Thomas     | Hudson      | i.u.  |         |
| 22      | 3 juli       | Race 22           | Piedmont Interstate Fairgrounds, Spartanburg, South Carolina | Hershel McGriff | Herb Thomas     | Hudson      | i.u.  |         |
| 23      | 4 juli       | Race 23           | Asheville-Weaverville Speedway, Weaverville, North Carolina  | Herb Thomas     | Herb Thomas     | Hudson      | 1     |         |
| 24      | 10 juli      | Race 24           | Santa Fe Speedway, Willow Springs, Illinois                  | Buck Baker      | Dick Rathman    | Hudson      | 5     |         |
| 25      | 11 juli      | Race 25           | Grand Rapids Speedrome, Grand Rapids, Michigan               | Herb Thomas     | Lee Petty       | Chrysler    | i.u.  |         |
| 26      | 30 juli      | Race 26           | Morristown Speedway, Morristown New Jersey                   | Buck Baker      | Buck Baker      | Oldsmobile  | 1     |         |
| 27      | 1 augusti    | Race 27           | Oakland Stadium, Oakland, Kalifornien                        | Marvin Panch    | Danny Letner    | Hudson      | 6     |         |
| 28      | 13 augusti   | Race 28           | Southern States Fairgrounds, Charlotte, North Carolina       | Buck Baker      | Lee Petty       | Chrysler    | i.u.  |         |
| 29      | 22 augusti   | Race 29           | Bay Meadows Speedway, San Mateo, Kalifornien                 | Hershel McGriff | Hershel McGriff | Oldsmobile  | 1     |         |
| 30      | 29 augusti   | Race 30           | Corbin Speedway, Corbin, Kentucky                            | Jim Paschal     | Lee Petty       | Chrysler    | i.u.  |         |
| 31      | 6 september  | Southern 500      | Darlington Raceway, Darlington, South Carolina               | Buck Baker      | Herb Thomas     | Hudson      | 23    | Rapport |
| 32      | 12 september | Race 32           | Central City Speedway, Macon, Georgia                        | Tim Flock       | Hershel McGriff | Oldsmobile  | i.u.  |         |
| 33      | 24 september | Race 33           | Southern States Fairgrounds, Charlotte, North Carolina       | Hershel McGriff | Hershel McGriff | Oldsmobile  | 1     |         |
| 34      | 26 september | Race 34           | Langhorne Speedway, Langhorne, Pennsylvania                  | Herb Thomas     | Herb Thomas     | Hudson      | 1     |         |
| 35      | 10 oktober   | Mid-South 250     | Memphis-Arkansas Speedway, Lehi, Arkansas                    | Junior Johnson  | Buck Baker      | Oldsmobile  | i.u.  | Rapport |
| 36      | 17 oktober   | Race 36           | Martinsville Speedway, Ridgeway, Virginia                    | Lee Petty       | Lee Petty       | Chrysler    | 1     |         |
| 37      | 24 oktober   | Wilkes 160        | North Wilkesboro Speedway, North Wilkesboro, North Carolina  | Hershel McGriff | Hershel McGriff | Oldsmobile  | 1     | Rapport |
| Källor: |              |                   |                                                              |                 |                 |             |       |         |

## Slutställning
| Plats   | Förare          | Starter | Vinster | Top 5 | Top 10 | Pole | Varv | Prispengar | Poäng | +\-   |
| ------- | --------------- | ------- | ------- | ----- | ------ | ---- | ---- | ---------- | ----- | ----- |
| 1       | Lee Petty       | 34      | 7       | 24    | 32     | 3    | 642  | $21 127    | 8649  |       |
| 2       | Herb Thomas     | 34      | 12      | 19    | 27     | 8    | 1468 | $29 974    | 8366  | –283  |
| 3       | Buck Baker      | 34      | 4       | 23    | 28     | 7    | 801  | $19 368    | 6893  | –1756 |
| 4       | Dick Rathman    | 32      | 3       | 23    | 26     | 4    | 729  | $15 939    | 6760  | –1889 |
| 5       | Joe Eubanks     | 33      | 0       | 11    | 24     | 0    | 0    | $8 558     | 5467  | –3182 |
| 6       | Hershel McGriff | 24      | 4       | 13    | 17     | 5    | 495  | $12 999    | 5137  | –3512 |
| 7       | Jim Paschal     | 27      | 1       | 5     | 11     | 2    | 193  | $5 451     | 3904  | –4746 |
| 8       | Jimmie Lewallen | 22      | 0       | 5     | 10     | 0    | 0    | $4 668     | 3233  | –5416 |
| 9       | Curtis Turner   | 10      | 1       | 7     | 8      | 1    | 365  | $10 120    | 2994  | –5655 |
| 10      | Ralph Liguori   | 23      | 0       | 2     | 12     | 0    | 0    | $3 495     | 2905  | –5744 |
| 11      | Blackie Pitt    | 27      | 0       | 0     | 6      | 0    | 0    | $1 924     | 2661  | –5988 |
| 12      | Dave Terrell    | 30      | 0       | 0     | 8      | 0    | 0    | $2 225     | 2645  | –6004 |
| 13      | Bill Blair      | 19      | 0       | 2     | 10     | 0    | 7    | $2 650     | 2362  | –6287 |
| 14      | Laird Bruner    | 24      | 0       | 2     | 6      | 0    | 0    | $2 080     | 2243  | –6406 |
| 15      | Gober Sosebee   | 18      | 1       | 4     | 7      | 1    | 170  | $3 150     | 2114  | –6535 |
| Källor: |                 |         |         |       |        |      |      |            |       |       |

- Notering: Endast de femton främsta förarna redovisas.